# Ålbæk Havn
Ålbæk (eller Aalbæk) Havn er en dansk fiskeri- og lystbådehavn beliggende ved Aalbæk i Vendsyssel.
Havnen blev etableret og åbnet og i 1930, og omfatter anno 2021 et bådebyggeri og reparationsværft en mindre glasfibervirksomhed.
Havnen huser en sejlklub med Ca. 120 lystbåde og joller samt 25 fiskefartøjer, men der også plads til gæstesejlere.
Desuden tilbyder havnen en stor plads forbeholdt autocampere
Havnen gik fra borgerstyret drift til kommunal drift i sommeren 2019
Havnemolerne benyttes af lystfiskere, som har mulighed for at fange havørreder, Ising, rødspætter, skrubber og ål hvis de er heldige.

## Ekstern henvisning
- Aalbæk Havns hjemmeside

57°35′32.18″N 10°25′41.37″Ø / 57.5922722°N 10.4281583°Ø